# 말리사 펀잘란
말리사 펀잘란(Marlisa Punzalan, 1999년 10월 1일 ~ )은 오스트레일리아의 싱어송라이터이다. 필리핀 혈통을 갖고 있으며 더 엑스 팩터 오스트레일리아 6번째 시즌의 우승자이다.